# Cashtown
Cashtown-McKnightstown er en lille by i Pennsylvania, USA. Byen har 685(2010) indbyggere. 

## Geografi
Ifølge det amerikanske bureau for folketællinger har byen et samlet areal på 6,2 km².

## Historie
I 1863 under den amerikanske borgerkrig passerede general Robert E. Lee og Army of Northern Virginia gennem Cashtown på vej til Gettysburg. Efter Lees nederlag mod general George G. Meade og Army of the Potomac ved Gettysburg, passerede Lee igen gennem Cashtown i de tidlige timer af den 4. juli i kraftig regn, under sin retræte til Virginia.

## Demografi
I år 2000 var der 753 personer fordelt på 289 husholdninger og 223 familier i området. Befolkningstætheden var på 122,2/km². Den racemæssige fordeling bestod af 95,75% hvide, 1,73% sorte, 0,93% var af spansk eller latinamerikansk afstamning, 0,93% andre racer og 1,59% af to eller flere racer.  
Der var 289 husholdninger hvoraf 30,1% havde børn under 18, 65,7% samboende gifte, 9,3% var kvinder uden samboende mænd og 22,8% var enlige.  
Medianindkomsten for en familie var $45.882, ingen familier og 0,9% af befolkningen som helhed havde en indkomst under fattigdomsgrænsen. 